# Hemeroblemma renipunctum
Hemeroblemma renipunctum är en fjärilsart som beskrevs av Emilio Berio 1976/77. Hemeroblemma renipunctum ingår i släktet Hemeroblemma och familjen nattflyn. Inga underarter finns listade i Catalogue of Life.